# جايسون وايت (مغني)
جايسون وايت (بالإنجليزية: Jason White)‏ هو مغني ومغن مؤلف أمريكي، ولد في 9 مايو 1967 في كليفلاند في الولايات المتحدة.

## وصلات خارجية
- الموقع الرسمي
- جايسون وايت على موقع ميوزك برينز (الإنجليزية)
- جايسون وايت على موقع ديسكوغز (الإنجليزية)